# برونزه‌ها ۳
برونزه‌ها ۳ (فرانسوی: Les Bronzés 3: Amis pour la vie‎) یک فیلم کمدی فرانسوی محصول ۲۰۰۶ و دنباله برونزه‌ها (۱۹۷۸) و برونزه‌ها به اسکی می‌روند (۱۹۷۹) است. مانند دو فیلم اول، آن را پاتریس لوکنت کارگردانی می‌کند.